# Crataegus shandongensis
Crataegus shandongensis — вид квіткових рослин із родини трояндових (Rosaceae).

## Біоморфологічна характеристика
Це листопадний кущ до 5 метрів заввишки, зазвичай колючий, колючки міцні, 5–10 см. Гілочки червонувато-коричневі молодими, сірувато-коричневі старішими, спочатку рідко запушені потім голі, з рідкими сочевицями. Листки: ніжки листків 1.5–4 см, голі; пластини зворотно-яйцюваті чи вузько-еліптичні, 4–8 × 2–4 см, низ слабо запушений і густо вздовж жилок, верх рідко біло ворсинчастий тільки вздовж середньої жилки, основа клиноподібна, край неправильно пилчастий, зазвичай 3–5-лопатевий, іноді не розділений у верхівковій частині, верхівка загострена. Суцвіття — 7 чи 8(18)-квітковий складний щиток, ≈ 8 см у діаметрі. Квітки ≈ 2 см у діаметрі; чашолистки трикутні, 4–6 мм, низ біло запушений; пелюстки білі, майже округлі чи зворотно-яйцювато-округлі, ≈ 5 × 4 мм. Яблука червоні, кулясті, 1–1.5 см у діаметрі, голі; чашолистки стійкі. Період цвітіння: травень і червень; період плодоношення: вересень — листопад.

## Ареал
Зростає в північно-центральному Китаї (центральний Шаньдун).
Населяє схили; на висотах 500–800 метрів.